# Rick Riordan
Richard Russell "Rick" Riordan, Jr. (/ˈraɪərdən/; sinh ngày 5 tháng 6 năm 1964) là một nhà văn người Mỹ, người được biết đến qua bộ truyện Percy Jackson và các vị thần trên đỉnh Olympus, kể về những cuộc phiêu lưu của một á thần, con của Poseidon. Tác phẩm của ông đã được dịch sang 37 thứ tiếng và bán được hơn 30 triệu bản. Twentieth Century Fox đã chuyển thể 2 trong tổng số 5 tập của bộ truyện thành phim điện ảnh.
Tiểu thuyết đầu tiên của Rick là Big Red Tequila, sau này trở thành tập đầu tiên cho bộ sách Tres Navarre. Tuy nhiên, bước đột phá của ông chính là Kẻ cắp tia chớp (2005), tập đầu tiên của bộ truyện về cậu bé Percy Jackson, với khung cảnh liên quan tới thần thoại Hy Lạp. Sau đó, ông tiếp tục viết các bộ truyện khách như Biên niên sử nhà Kane và Các anh hùng của đỉnh Olympus. Biên niên sử nhà Kane (2010-2012) tập trung về thần thoai Ai Cập; Các anh hùng của đỉnh Olympus là phần tiếp nối của bộ truyện Percy Jackson. Ông cũng giúp đỡ Scholastic Press phát triển bộ 39 manh mối, ông cũng đã viết tập đầu tiên cho bộ này, Mê cung xương (2008). Ấn phẩm gần đây nhất của ông là hai cuốn sách thuộc bộ Magnus Chase and the Gods of Asgard, được dựa trên thần thoại Bắc Âu. Tập đầu tiên của bộ truyện The Trials of Apollo dựa trên thần thoại Hy Lạp, The Hidden Oracle, được dự kiến xuất bản vào tháng 5 năm 2016.

## Cuộc đời và sự nghiệp
Riordan sinh tại San Antonio, Texas. Ông tốt nghiệp trường Trung học Alamo Heights, và tham gia một chương trình âm nhạc với danh nghĩa người chơi guitar tại Bắc Texas. Ông chuyển đến học tại Đại học Texas với chuyên ngành Lịch sử và Tiếng Anh; sau đó ông đã nhận được chứng nhận giảng dạy các chuyên ngành tại đại học này. Ông đã dạy tiếng Anh và khoa học xã hội trong 8 năm tại trường Presidio Hill tọa lạc ở San Francisco.
Ông cưới Becky Riordan vào ngày 5 tháng 6 năm 1985. Họ chuyển từ San Antonio sang Boston vào tháng 6 năm 2013, khi hai đứa con của họ đến tuổi học trung học và cao đẳng. Nhân vật Percy Jackson trong tác phẩm của ông lấy cảm hứng từ Haley Riordan, khi cậu gợi ý cho cha về các câu chuyện đầu giường.
Riordan giành được nhiều thành công từ các bộ sách. Tres Navarre, đã chiến thắng tại các giải thưởng như Shamus, Anthony, và Edgar Awards.
Ông đã lên ý tưởng về Percy Jackson từ chính con trai của ông, Haley. Cậu bị chẩn đoán bị ADHD và chứng khó đọc, và ông đã lấy cảm hứng mà cho nhân vật chính cũng mắc chứng ADHD và khó đọc. Ông xuất bản tập đầu tiên của bộ truyện, Kẻ cắp tia chớp vào năm 2005; bốn tập tiếp theo được nối tiếp. Tập cuối Vị thần cuối cùng được xuất bản vào năm 2009. Trước khi viết bộ truyện về Percy Jackson, ông đã viết bộ truyện Tres Navarres, với các tiểu thuyết bí ẩn dành cho người lớn.
Bộ truyện Percy Jackson và các vị thần trên đỉnh Olympus kể về những cuộc phiêu lưu của một cậu bé 12 tuổi trong thế giới hiện đại sau khi biết mình là con của một vị thần Hy Lạp, thần Poseidon. Tiếp sau sự thành công của Percy Jackson, ông viết tiếp bộ truyện Biên niên sử nhà Kane, kể về cuộc phiêu lưu của 2 đứa trẻ mang dòng máu của các vị thần Ai Cập, Sadie và Carter Kane. Ông cũng đã viết phần tiếp theo cho bộ Percy Jackson, Các anh hùng của đỉnh Olympus. Ông cũng giúp đỡ phát triển bộ 39 manh mối,  tập đầu tiên cho bộ này, Mê cung xương đứng nhất tại danh sách The New York Times Best Seller vào ngày 28 tháng 9 năm 2008. 

## Giải thưởng
- 1998 Shamus Award cho Best First PI Novel và Anthony Award for Best Paperback Original cho Big Red Tequila[13][14]
- 1999 Edgar Award for Best Paperback Original cho The Widower's Two-Step[15][16]
- 2008 Mark Twain Award choThe Lightning Thief[17]
- 2009 Mark Twain Award for The Sea of Monsters[17]
- 2009 Rebecca Caudill Award for The Lightning Thief[18]
- 2010 School Library Journal's Best Book choThe Red Pyramid[19]
- 2011 Children's Choice Book Awards: Author of the Year[20]
- 2011 Children's Choice Book Awards: Fifth Grade to Sixth Grade Book of the Year choThe Red Pyramid[20]
- 2011 Wyoming Soaring Eagle Book Award cho The Last Olympian[21]
- 2011 Milner Award cho bộ truyện Percy Jackson and the Olympians[22]
- 2012 Indian Paintbrush Award cho The Red Pyramid[23]
- 2013 Best Fiction Book for Children in Bulgaria cho The Mark of Athena

## Các tác phẩm

### Tres Navarre
1. Big Red Tequila (1997)
2. The Widower's Two-Step (1998)
3. The Last King of Texas (2001)
4. The Devil Went Down to Austin (2002)
5. Southtown (2004)
6. Mission Road (2005)
7. Rebel Island (2008)

### Percy Jackson và các vị thần trên đỉnh Olympus
1. Kẻ cắp tia chớp (2005)
2. Biển quái vật (2006)
3. Lời nguyền của thần Titan (2007)
4. Cuộc chiến chốn Mê cung (2008)
5. Vị thần cuối cùng (2009)

#### The Demigods of Olympus
1. The Two Headed Guidance Counselor (2014)
2. The Library of Deadly Weapons (2014)
3. My Demon Satyr Tea Party (2015)
4. My Personal Zombie Apocalypse (2015)

#### Ngoại truyện
1. The Demigod Files (2009)
2. The Demigod Diaries (2012)
3. Percy Jackson and the Singer of Apollo (2013)
4. Percy Jackson's Greek Gods (2014)
5. Percy Jackson's Greek Heroes (2015)

### Các anh hùng của đỉnh Olympus
1. Người anh hùng mất tích (2010)
2. Con trai thần Neptune (2011)
3. Dấu hiện Athena (2012)
4. Ngôi nhà của thần Hades (2013)
5. Dòng máu Olympus (2014)

### Tiểu thuyết đồ họa
1. The Lightning Thief (2010)
2. The Sea of Monsters (2013)
3. The Titan's Curse (2013)
4. The Lost Hero (2014)
5. The Red Pyramid (2012)
6. The Throne of Fire (2015)

### Biên niên sử nhà Kane
1. The Red Pyramid (2010)
2. The Throne of Fire (2011)
3. The Serpent's Shadow (2012)

### 39 manh mối
1. The Maze of Bones (2008)
2. Giới thiệu của The 39 Clues: The Black Book of Buried Secrets (2010)
3. Vespers Rising (2011, hợp tác với Peter Lerangis, Gordon Korman, Jude Watson)

### Tiểu thuyết một tập
1. Cold Springs (2004)

### Trại Con Lai/Biên niên sử nhà Kane crossover
1. The Son of Sobek (2013)
2. The Staff of Serapis (2014)
3. The Crown of Ptolemy (2015)
4. Demigods and Magicians (xuất bản ngày 5 tháng 4 năm 2016)[24]

### Magnus Chase and the Gods of Asgard
1. The Sword of Summer (2015)[25]
2. The Hammer of Thor (2016)[24]
3. The Ship of The Dead (2017)
4. 9 from The Nine Worlds (2018)

#### Ngoại truyện
1. Hotel Valhalla: Guide to the Norse Worlds (2016)[26]

### The Trials of Apollo
1. The Hidden Oracle (2016)[24]
2. The Dark Prophecy (2017)[27]
3. The burning maze (2018)
4. The Tyrant's Tomb

### Khác
1. Giới thiệu về tuyển tập Tales of the Greek Heroes, Roger Lancelyn Green (2009)
2. Giới thiệu về bộ sưu tập Demigods and Monsters (2009, 2013)